# Шапел о Шу
Шапел о Шу (фр. Chapelle-aux-Choux) је насељено место у Француској у региону Лоара, у департману Сарт.
По подацима из 2011. године у општини је живело 275 становника, а густина насељености је износила 18,84 становника/km².

## Демографија
| 1962. | 1968. | 1975. | 1982. | 1990. | 2011. |
| ----- | ----- | ----- | ----- | ----- | ----- |
| 387   | 321   | 275   | 297   | 294   | 275   |